# Leucauge atrostricta
Leucauge atrostricta är en spindelart som beskrevs av Badcock 1932. Leucauge atrostricta ingår i släktet Leucauge och familjen käkspindlar.
Artens utbredningsområde är Paraguay. Inga underarter finns listade i Catalogue of Life.